# Théophile Barrau
Théophile Barrau (Carcassonne, 3 de outubro de 1848 – 17 de abril de 1913) foi um escultor francês.
Barrau foi aluno de Alexandre Falguière. Foi cavaleiro da Ordem Nacional da Legião de Honra em 1892.

## Principais obras
- Suzanne, 1895, mármore, Musée d'Orsay, Paris.
- Monument aux Morts, 1870, arquiteto: Paul Pujol, Toulouse
- Hommage à Pierre de Fermat, mármore, Salle des Illustres, Capitólio de Toulouse